# La Comunidad, Hidalgo
La Comunidad är en ort i Mexiko.   Den ligger i kommunen Francisco I. Madero och delstaten Hidalgo, i den sydöstra delen av landet, 90 km norr om huvudstaden Mexico City. La Comunidad ligger 1 979 meter över havet och antalet invånare är 502.
Terrängen runt La Comunidad är kuperad åt sydväst, men åt nordost är den platt. Runt La Comunidad är det ganska tätbefolkat, med 78 invånare per kvadratkilometer. Närmaste större samhälle är San Salvador, 7,7 km nordost om La Comunidad. Omgivningarna runt La Comunidad är i huvudsak ett öppet busklandskap.